# Georges-Henri Luquet
Georges-Henri Luquet (Rochefort-sur-Mer, 21 gennaio 1876 – Nogent-sur-Marne, 4 novembre 1965) è stato un filosofo francese, allievo di Bergson e di Lucien Lévy-Bruhl, etnografo e pioniere dello studio del disegno infantile.

## Biografia
Georges-Henri Luquet è nato a Rochefort-sur-Mer il 21 gennaio del 1876. Diplomatosi a 18 anni, fu a quel tempo il più giovane professore associato di filosofia in tutta la Francia. Dottore in lettere, si diplomò anche all' École des Hautes Études.
Inizialmente insegnante di filosofia nei licei a nord della Francia viene, in seguito al suo ritorno dalla prima guerra mondiale, designato come professore a Parigi nel liceo Saint-Louis poi nel liceo Rollin.

### La massoneria
Luquet entrò a far parte del Grande Oriente di Francia nel 1905. Fu membro del Grand Collège des Rites (un'organizzazione massonica) nel 1935, dove occupò, tra l'altro, gli incarichi di Grande Oratore e Arcicancelliere del Consiglio Supremo del Grande Oriente. Questo funzionario della più importante Obbedienza Massonica Francese lasciò numerosi articoli di filosofia sociale e morale, e uno studio approfondito su Nerval. Fu un esperto dei gradi di formazione massonica e della storia della massoneria francese. A lui si deve nel 1963 La Franc-Maçonnerie et l'État en France au XVIIIe siècle.
Dieu ? Testament d’un philosophique d’un vieux sage, pubblicato nel 1966 dopo la sua morte, espone le sue ultime riflessioni sull’umanità.
Georges-Henri Luquet è morto il 4 novembre 1965. Alla sua morte il Grande Oriente gli ha reso omaggio durante una funzione funebre.

## I suoi lavori
I lavori di Luquet si suddividono in quattro capitoli principali: 
- La filosofia, sia la filosofia delle scienze (logica, matematica) che la filosofia sociale e morale
- La psicologia cognitiva legata all’analisi dei disegni infantili
- L’antropologia e l’etnologia
- La storia delle religioni, delle arti e delle culture

### Psicologia e studi dei disegni infantili
L'argomento principale della sua tesi di dottorato in Lettere fu lo studio del disegno: I disegni di un bambino (1913). Quest’opera è diventata famosa per la scelta del metodo impiegato e per i risultati ottenuti. Il metodo utilizzato è monografico. Questo tipo di metodo, espone Luquet, permette di ricostruire l’evoluzione grafica del bambino e di evidenziarne le fasi. Ma, per fornire dei risultati convincenti, il metodo richiede un gran numero di documenti.
Luquet ha lavorato su più di millesettecento disegni di sua figlia Simone, disegni collezionati in dieci anni da quando sua figlia aveva tre anni e tre mesi. I risultati ottenuti dall'analisi di questi disegni e l'aggiunta di altri documenti, donano una visione complessiva del lavoro di Luquet. Oggigiorno questa visione è diventata un concetto tradizionale. Il disegno del bambino attraversa quattro fasi. La prima è quella del disegno involontario: il bambino traccia delle linee, ma non mette ancora queste linee in rapporto con degli oggetti. Poi vi è l’intenzione di rappresentare, ma non ancora la capacità di farlo: il bambino non sa raggruppare in un unico insieme coerente i dettagli notati. Superato questo ostacolo, si arriva alla terza fase, ovvero il realismo intellettuale: il bambino mira a rappresentare tutto ciò che conosce dell’oggetto, compresi i dettagli notati e quelli non. Infine, nella quarta fase, il bambino arriva al realismo visivo: egli impara a rappresentare ciò che vuole. La rappresentazione degli oggetti implica l’esistenza nello spirito di un modello interno che guida il piccolo disegnatore. Accanto alle tabelle statistiche, il bambino rappresenta dei fatti mutevoli attraverso la realizzazione di « narrazioni grafiche » ; esiste una sorta di evoluzione nel modo di rappresentare queste narrazioni.

### Antropologia ed etnologia
I primi studi sull'arte preistorica e sull'arte arcaica risalgono al 1914; la sua ricerca è caratterizzata da tre opere: L'arte e la religione degli uomini fossili (1926), L'arte neo-caledoniana (1926), L'arte primitiva (1930), e per degli articoli nel Bulletin hispanique, il Giornale della Psicologia, l'Antropologia, la Rivista Archeologica, lo Jahrbuch für prähistorische und ethnographische Kunst.

### Opere
- Idées générales de psychologie. Alcan, 1906.
- Éléments de logique formelle. Alcan, 1909.
- Les dessins d'un enfant. Étude psychologique. Paris, Librairie Félix Alcan, 1913. (thèse)
- Le Dessin enfantin, Paris, F. Alcan, 1927.
- L'art primitif, Paris, G. Doin & cie, 1930.
- La franc-maçonnerie et l'état en France au XVIIIe siècle, Ed. Vitiano Paris, 1963.
- Dieu ? Testament philosophique d'un vieux sage, Paris, Ed. Vitiano, Coll. Le libre examen, 1966.